# Lettres de créance
Pour les articles homonymes, voir Créance et Créances.

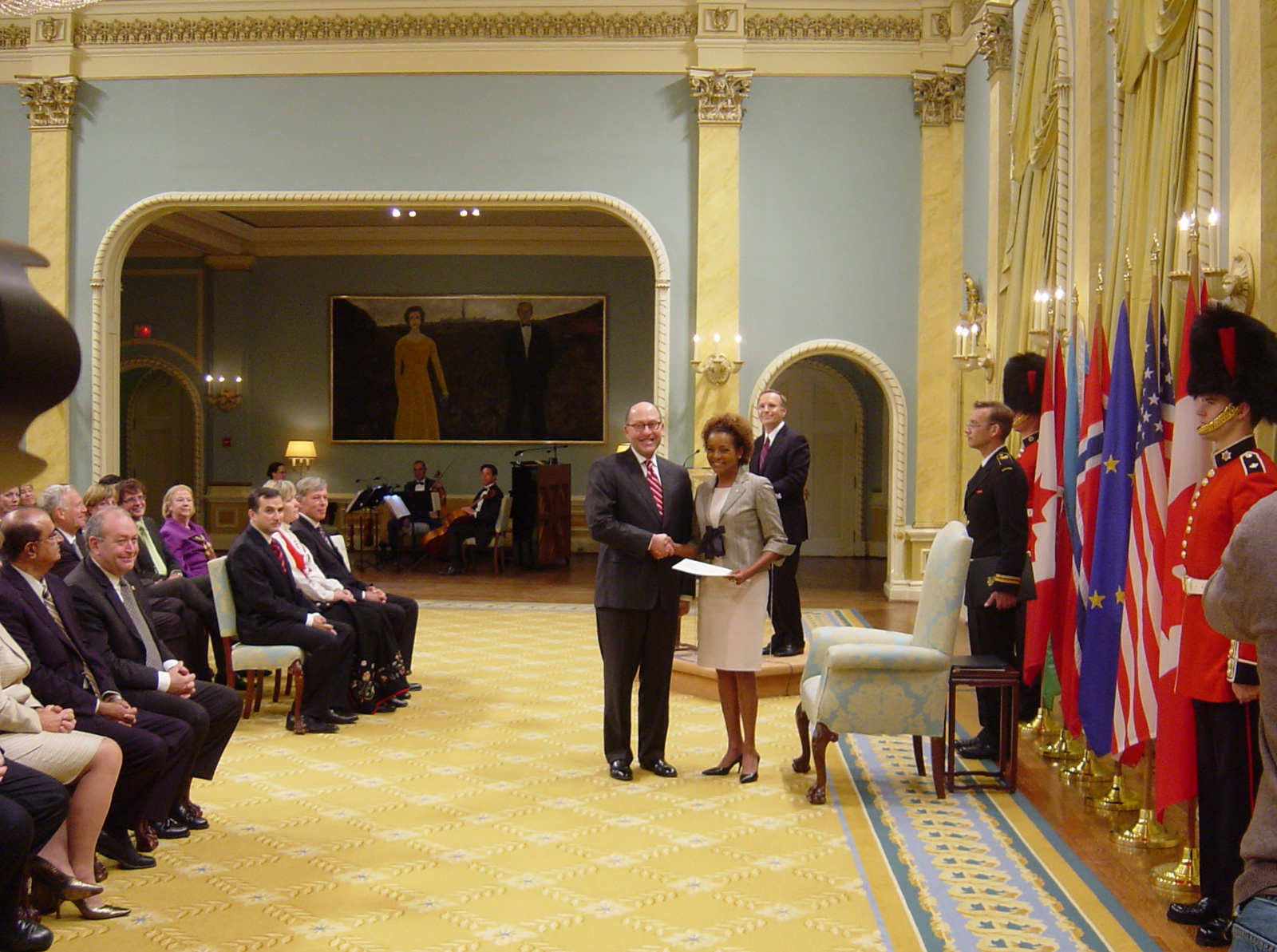
David Jacobson, ambassadeur des États-Unis au Canada, remet ses lettres de créance à la gouverneure générale du Canada, Michaëlle Jean, le 29 octobre 2009, dans sa résidence officielle de Rideau Hall à Ottawa.

Les lettres de créance sont un document officiel qu'un chef d'État ou de gouvernement signe et confie à un ambassadeur qu'il vient de nommer, afin que celui-ci le remette au chef d'État ou de gouvernement (et en de rares occasions au ministre des Affaires étrangères) du pays hôte. La réception de ce document par le pays hôte officialise la nomination et l'accréditation de l'ambassadeur.
L'acceptation des lettres de créance est, de nos jours, presque systématique, grâce aux discussions préalables entre les deux États. Il arrive parfois que ces lettres de créance soient refusées ; dans ce cas l'ambassadeur du pays invité ne peut pas exercer ses fonctions (selon la convention de Vienne sur les relations diplomatiques de 1961).

## Contenu

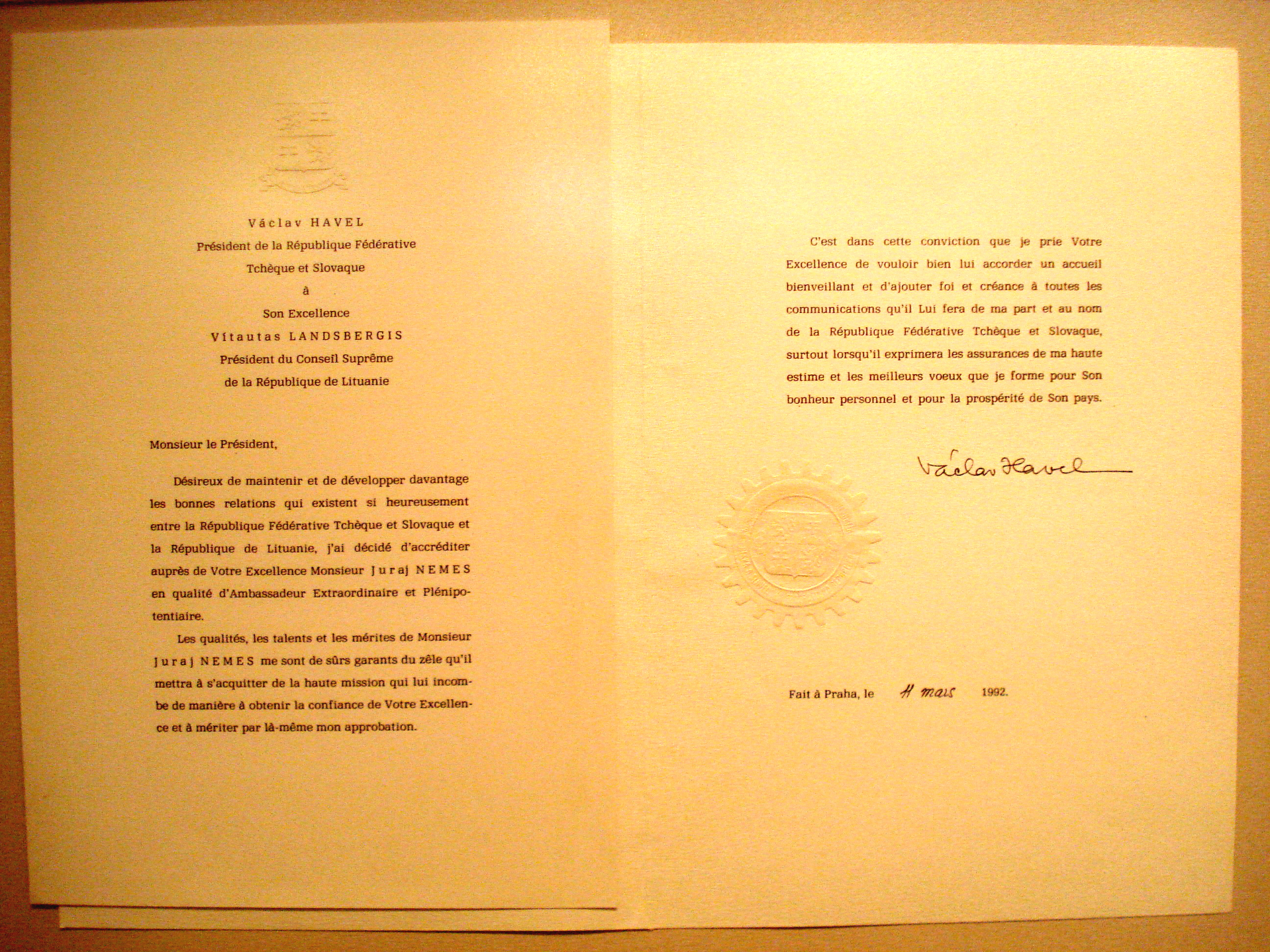
Lettres de créance datées du 11 mars 1992, signées par Václav Havel, président de la République fédérative tchèque et slovaque, à l'intention de Vytautas Landsbergis, président du Conseil suprême de la République de Lituanie, accréditant Juraj Nemeš comme ambassadeur. La lettre est rédigée en français, langue de la diplomatie.

Elles sont généralement rédigées en français, langue officielle de la diplomatie, sauf si les deux pays partagent une langue officielle commune, et respectent la forme du protocole épistolaire ainsi que les règles de la correspondance diplomatique.
Les souverains s'écrivent entre eux au singulier tandis qu'ils emploient avec les autres chefs d'État le pluriel de majesté.

## Cérémonie de remise des lettres de créance

### En France
En France, la cérémonie de remise des lettres de créance est organisée généralement deux ou trois fois par an et permet au président de la République de recevoir de nombreux ambassadeurs. Cette cérémonie fait l'objet d'un communiqué au Journal officiel de la République française.
Depuis la présidence de Mac Mahon, la cérémonie se déroule dans le Salon des Ambassadeurs, au rez-de-chaussée du palais de l'Élysée. Les ambassadeurs sont accueillis à l'Élysée par le chef du protocole, introducteur des ambassadeurs.
La date d'arrivée sur le territoire français détermine l'ordre de remise des lettres de créance par chaque ambassadeur lors de la cérémonie. Avant la cérémonie, les ambassadeurs nommés par leur gouvernement, mais qui ne sont pas encore officiellement accrédités par le pays hôte, ne peuvent pas demander d'audience au chef de l'État ou du gouvernement, ni aux présidents des assemblées, ni même donner d'interviews liées à leur fonction. Ils peuvent en revanche prendre leurs fonctions au sein de leur ambassade.

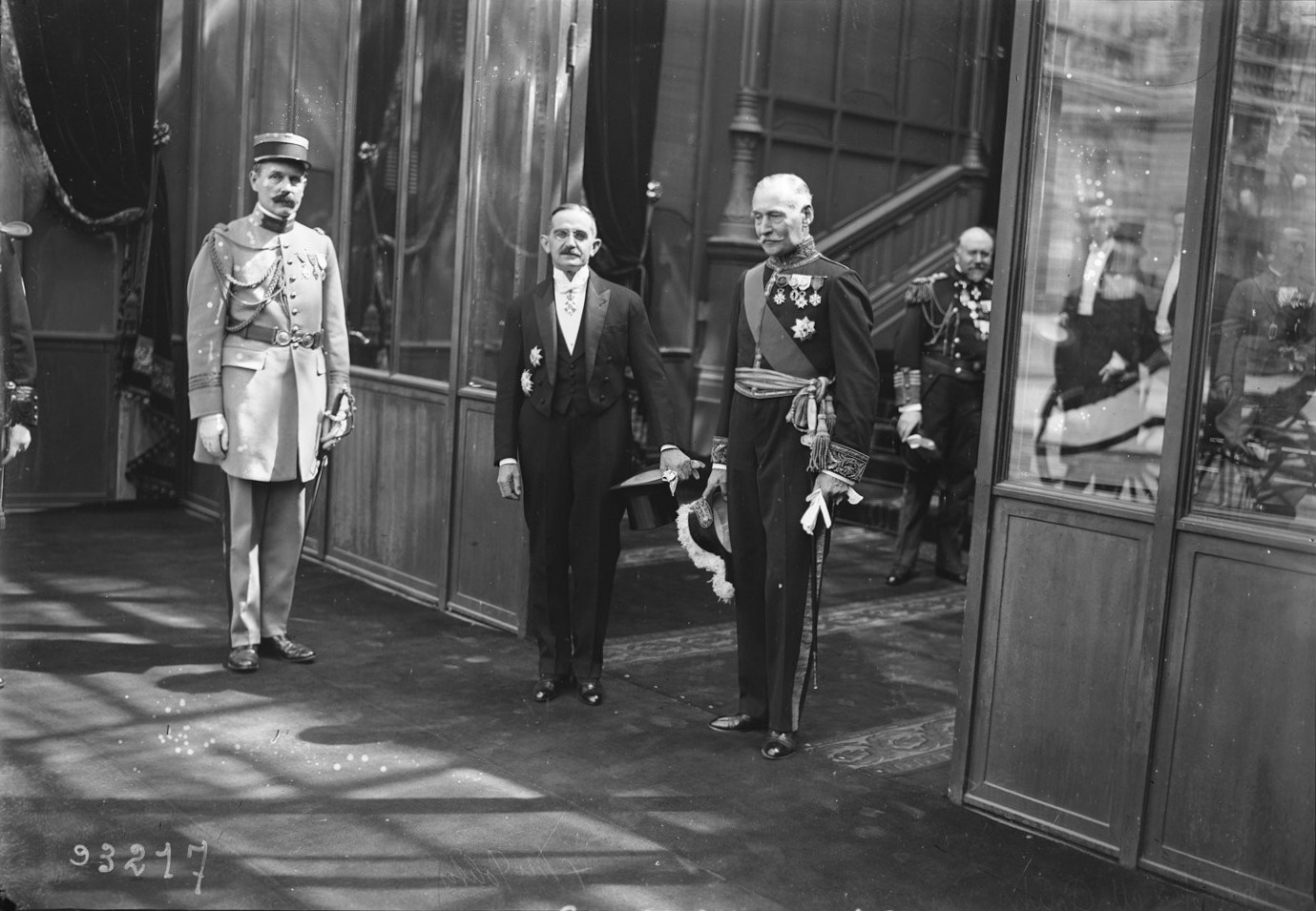
Nikólaos Polítis, ambassadeur de Grèce, remet ses lettres de créance à Gaston Doumergue en 1924.
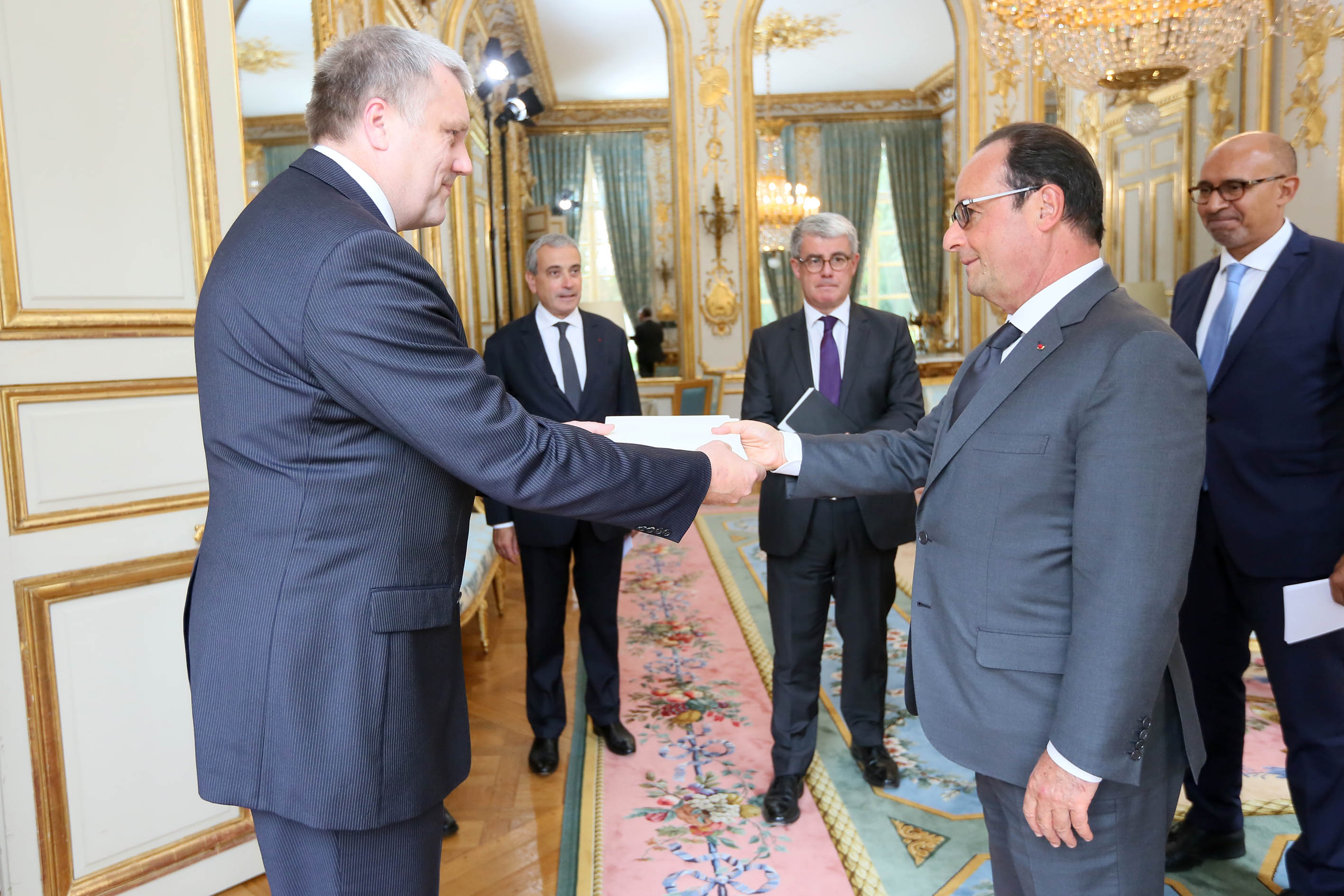
Alar Streimann (et), ambassadeur d'Estonie, remet ses lettres de créance à François Hollande en 2015.